# رونار كاراسون
رونار كاراسون مواليد 24 مايو 1988 في ريكيافيك، هو لاعب كرة يد أيسلندي يلعب كظهير أيمن. يلعب حاليا مع نادي هانوفر بورغدورف لكرة اليد ويحمل الرقم 25. مثل منتخب آيسلندا لكرة اليد.

## سجل المنافسة
شارك في البطولات التالية:
- بطولة أوروبا لكرة اليد للرجال 2014
- بطولة أوروبا لكرة اليد للرجال 2016

## روابط خارجية
- رونار كاراسون على موقع الاتحاد الأوروبي لكرة اليد (الإنجليزية)